# Be Like...
《Be Like...》은 2005년 뮤직앤뉴에서 발매한 대한민국의 가수 김건모의 10집 정규 음반이다. 3, 40대의 상실감을 소재로 한 〈서울의 달〉이 타이틀곡이며, 70년대 히트곡 〈내게도 사랑이〉 리메이크, 소주 찬가 〈두꺼비〉 등 "어른"의 감수성을 파고든다.

## 배경
첫 곡 〈남이야〉부터 탄탄하면서도 흥겨운 브라스 연주가 귀를 단숨에 잡아챈다. 장르적으로는 스윙 재즈, 리듬을 타고 넘실거리는 김건모의 보컬은 "과연"이라고 해도 좋을 만큼 능수능란함을 들려준다. 이어지는 곡은 저 유명한 〈서울의 달〉이다. 이 곡까지만 감상해봐도 이 음반의 완성도가 예사 수준을 훌쩍 뛰어넘음을 감지할 수 있다. 무엇보다 뿌리까지 단단하게 여문 사운드가 압권을 형성한다. 반드시 품질 좋은 스피커나 헤드폰으로 감상해야만 하는 이유다.
이 10집이 나오기 전까지, 김건모의 음악 여정에는 꽤 큰 편차가 있었다고 본다. 어떤 곡에서는 전례 없이 탁월한 면모를 뽐내는가 싶더니, 평범한 곡들이 금세 주를 이루는 경우도 있었다. 10집 《Be Like...》 (2005년)는 다르다. 달라도 완전히 다르다. 10집은 김건모 음악 세계의 완벽한 집대성이다.
앞서 언급한 〈서울의 달〉의 압도적 존재감을 거론하지 않을 수 없다. 이 곡, 내 기억에 그의 과거 히트곡들처럼 폭발적인 기세로 가요계를 장악하진 못했다. 그보다는 스멀스멀, 입소문을 타더니 어느새 명곡으로 인정받는 쪽에 가깝다. 이런 곡이 무섭다. 이런 곡은 그 인기가 아주 오래간다. 에너자이저 저리 가라 할 정도의 생명력으로 대중들의 끊임없는 호출을 받는다.

## 평가
음악평론가 배순탁이 "그가 위대한 보컬리스트요, 훌륭한 뮤지션이라는 걸 모르는 사람은 없다. 한데 그걸 직접 목격할 수 있는 기회가 어느덧 점점 줄어들고 있다. MR 틀어놓고 노래하는, 행사나 마찬가지인 페스티벌이나 소주 좋아하는 형 캐릭터만으로는 아무래도 좀 많이 아쉽다. 과연, 뮤지션으로서 그의 미래가 앞으로 어떨지 궁금한 건 비단 나뿐만은 아닐 것이다."라고 말했다.

## 수록곡
| #   | 제목                       | 작사   | 작곡   | 편곡   | 재생 시간 |
| --- | -------------------------- | ------ | ------ | ------ | --------- |
| 1.  | 〈남이야〉                 | 최준영 | 최준영 | 임태완 | 3:51      |
| 2.  | 〈서울의 달〉              | 최준영 | 김건모 | 나원주 | 5:24      |
| 3.  | 〈습관〉                   | 최준영 | 피제이 | 피제이 | 3:49      |
| 4.  | 〈발가락〉                 | 최준영 | 임기훈 | 길은경 | 4:12      |
| 5.  | 〈두꺼비〉                 | 최준영 | 김건모 | 길은경 | 4:02      |
| 6.  | 〈하루, 이틀, 사흘, 나흘〉 | 최준영 | 황찬희 | 황찬희 | 3:47      |
| 7.  | 〈내게도 사랑이〉          | 함정필 | 함정필 | 최태완 | 3:43      |
| 8.  | 〈대충 살아요〉            | 최준영 | 김건모 | 피제이 | 3:07      |
| 9.  | 〈방랑〉                   | 김진만 | 임기훈 | 길은경 | 3:57      |
| 10. | 〈I Feel Good〉            | 최준영 | 임기훈 | 길은경 | 4:12      |